# Blasse Traubenspiere
Die Blasse Traubenspiere (Neillia sinensis) ist eine Sträucher bildende Pflanzenart aus der Familie der Rosengewächse. Ihr Verbreitungsgebiet liegt in China.

## Beschreibung
Die Blasse Traubenspiere ist ein bis zu 4 Meter hoher Strauch mit rotbraunen, kahlen und stielrunden Trieben. Die Knospen sind rotbraun, eiförmig, mit stumpfem Ende, und drei bis vier am Rand leicht behaarten Knospenschuppen.
Die Blätter haben einen 7 bis 15 Millimeter langen, etwas behaarten bis beinahe kahlen Stiel. Die Nebenblätter sind lanzettlich oder eiförmig-lanzettlich, spitz oder zugespitzt und ganzrandig. Die Blattspreite ist einfach, 5 bis 11 Zentimeter lang und 3 bis 6 Zentimeter breit, eiförmig bis eiförmig-elliptisch, unregelmäßig gelappt, lang zugespitzt mit abgerundeter bis herzförmiger Basis und doppelt gesägtem Rand. Beide Seiten sind kahl, die Unterseite kann jedoch etwas in den Nervenachseln behaart sein.
Die Blüten stehen zahlreich in 4 bis 9 Zentimeter langen Trauben mit kahlem Stiel. Sie haben einen Durchmesser von 6 bis 8 Millimeter, und einen 1 bis 10 Millimeter langen, kahlen Blütenstiel. Der Blütenbecher ist zylindrisch, 7 bis 12 Millimeter lang und beidseitig kahl oder drüsig. Die Kelchblätter sind 3 bis 4 Millimeter lang, dreieckig, deutlich kürzer als die Kelchröhre, kahl, ganzrandig mit spitzem oder geschwänzt zugespitztem Ende. Die Kronblätter sind rosafarben, etwa 3 Millimeter lang und verkehrt-eiförmig. Je Blüte werden 10 bis 15 ungleich lange Staubblätter gebildet. Der Fruchtknoten ist lang eiförmig, an der Spitze behaart und hat vier bis fünf Samenanlagen. Die Balgfrüchte sind lang elliptisch, die Samen eiförmig. Die Art blüht von Mai bis Juni, die Früchte reifen von August bis September.

## Verbreitung und Ökologie
Das natürliche Verbreitungsgebiet liegt in der gemäßigten Klimazone in den chinesischen Provinzen Gansu, Guangdong, Guangxi, Guizhou, Henan, Hubei, Hunan, Jiangxi, Shaanxi, Sichuan und Yunnan. Sie wächst in Mischwäldern in Auen und an Flussufern in Höhen von 1000 bis 2500 Metern auf mäßig trockenen bis frischen, schwach sauren bis stark alkalischen, sandigen, kiesigen oder lehmigen, nährstoffreichen Böden an sonnigen Standorten. Die Art ist wärmeliebend und meist frosthart.

## Systematik
Die Blasse Traubenspiere (Neillia sinensis) ist eine Art aus der Gattung der Traubenspieren (Nellia) in der Familie der Rosengewächse (Rosaceae), Unterfamilie Spiraeoideae, Tribus Neillieae. Die Art wurde von Daniel Oliver 1886 erstbeschrieben.
Es werden drei Varietäten unterschieden:
- Neillia sinensis var. caudata Rehder: Blattspreite mit geteiltem Blattrand und geschwänzt zugespitzten Lappen. Der Blütenstiel ist 2 bis 3 Millimeter lang, der Blütenbecher etwa 8 Millimeter und außen drüsig. Die Kronblätter sind ebenfalls geschwänzt zugespitzt. Das Verbreitungsgebiet der Varietät liegt im Südosten Yunnans in Höhen von 2000 bis 2100 Metern.[5]
- Neillia sinensis var. duclouxii (Cardot ex J. E. Vidal) T. T. Yü: Blattspreite gelappt mit stumpfen oder spitzen Lappenenden. Der Blütenstiel ist 1 bis 2 Millimeter lang, der Blütenbecher 7 bis 8 Millimeter und außen spärlich drüsig. Die Kronblätter sind spitz. Das Verbreitungsgebiet der Varietät liegt im Nordosten Yunnans in Höhen von etwa 2000 Metern.[6]
- Neillia sinensis var. sinensis: Der Blütenstiel ist 3 bis 10 Millimeter lang, der Blütenbecher 10 bis 12 Millimeter und außen kahl. Das Verbreitungsgebiet der Varietät liegt in den Provinzen Gansu, Guangdong, Guangxi, Guizhou, Henan, Hubei, Hunan, Jiangxi Shaanxi, Sichuan und Yunnan in 1000 bis 2500 Metern Höhe.[7]

## Verwendung
Die Blasse Traubenspiere wird aufgrund ihrer dekorativen Blüten manchmal als Ziergehölz verwendet.

## Nachweise